# مگر آن‌ها اسب‌ها را خلاص نمی‌کنند؟
مگر آن‌ها اسب‌ها را خلاص نمی‌کنند؟ (انگلیسی: They Shoot Horses, Don't They?) یک فیلم درام به کارگردانی سیدنی پولاک است که در سال ۱۹۶۹ منتشر شد. از ویژگی‌های بارز این فیلم، استفاده از تکنیک آینده‌نمایی است که در آن سال‌ها چندان رایج نبود.

## خلاصهٔ داستان
فیلم دربارهٔ افراد گوناگونی است که همگی سخت در تلاش هستند تا در یک مسابقه رقصِ استقامتی برنده شوند و یک ام سی فرصت‌طلب، آنها را ترغیب به رقابت می‌نماید.

## بازیگران
- جین فوندا
- گیگ یانگ
- سوزانا یورک
- رد باتنز
- بانی بدیلیا
- بروس درن
- ال لویس
- پال مانتی
- آرت مترانو
- مج کندی
- مایکل سارازین

## جوایز
این فیلم نامزد دریافت ۹ جایزه اسکار در شاخه‌های گوناگون بود که در یک رشته برنده شد: گیگ یانگ جایزه اسکار بهترین بازیگر نقش مکمل مرد را دریافت کرد.
همچنین این فیلم از یک لحاظ رکوردار است: بیشترین نامزدی دریافت جایزه اسکار (۹ اسکار)، بدون آنکه جایزه اسکار بهترین فیلم در میان آنان باشد.
از جوایز دیگر این فیلم به موارد زیر می‌توان اشاره نمود:
- جایزه گلدن گلوب «بهترین بازیگر نقش مکمل مرد» (گیگ یانگ)
- جایزهٔ بفتا برای «بهترین بازیگر نقش مکمل زن» (سوزانا یورک)
- جایزهٔ حلقهٔ منتقدان فیلم نیویورک برای «بهترین بازیگر نقش اصلی زن» (جین فوندا)
- جایزه هیئت ملی بازبینی فیلم برای «بهترین فیلم»
- جایزهٔ گراند پریکس (انجمن منتقدان فیلم بلژیک)